# Jorge Arriagada
Jorge Arriagada   (Santiago de Xile, 20 d'agost de 1943 - 15è districte de París, 8 d'octubre de 2024) va ser un compositor de cinema xilè conegut per la seva col·laboració amb el director Raúl Ruiz. També va treballar amb els directors Patricio Guzmán, Barbet Schroeder i Olivier Assayas.

## Biografia
Va estudiar composició i direcció al Conservatori Nacional de Música de Santiago. Posteriorment va obtenir una beca del govern francès que li va permetre estudiar expressionisme amb Max Deutsch, alumne i amic del compositor i teòric austríac Arnold Schönberg. També va estudiar composició amb Olivier Messiaen i direcció amb Pierre Boulez. El 1972, la Fundació Guggenheim de Nova York li va oferir una beca per la seva contribució al camp de la música electrònica. Instal·lat a França des de 1966, ha compost les bandes sonores de les pel·lícules de diversos directors confirmats o prometedors, alhora que compon la música de 44 pel·lícules de Raúl Ruiz.
Les seves partitures per al cinema són sovint música simfònica, però també peces de música de cambra. Així va donar la seva versió de la famosa sonata de Vinteuil per a l'adaptació cinematogràfica de Temps retrouvé de Marcel Proust el 1999. Els gèneres que va explorar inclouen, entre d'altres, la música clàssica, la música contemporània, l'electroacústica i el jazz.
El 2013 es va publicar un CD titulat Les Musiques de Jorge Arriagada pour les Films de Philippe Le Guay que reuneix les composicions originals de Jorge Arriagada per a Les Deux Fragonard, Les Femmes du 6e étage i Alceste à bicyclette. Va ser jurat en diversos festivals de cinema, com ara el Festival Internacional de Cinema de Sant Sebastià, el de São Paulo i la Mostra de València.

## Filmografia
- 1977 : Colloque de chiens de Raoul Ruiz
- 1978 : Les Divisions de la nature de Raoul Ruiz
- 1978 : La Vocation suspendue de Raoul Ruiz
- 1978 : Des grands événements et des gents ordinaires de Raoul Ruiz
- 979 : L'Hypothèse du tableau volé de Raoul Ruiz
- 1980 : Zig-Zag - le jeu de l'oie de Raoul Ruiz
- 1981 : Le Territoire de Raoul Ruiz
- 1982 : Le Péril rampant d'Alberto Yaccelini
- 1982 : Le Toit de la baleine de Raoul Ruiz
- 1982 : Moi, l'autre de João Botelho
- 1983 : Bérénice de Raoul Ruiz
- 1983 : Lettre d'un Cinéaste de Raoul Ruiz
- 1983 : Les Trois couronnes du matelot de Raoul Ruiz
- 1984 : Les Amants terribles de Danièle Dubroux i Stavros Kaplanidis
- 1984 : La Ville des pirates de Raoul Ruiz
- 1984 : Point de fuite de Raoul Ruiz
- 1984 : 7 Faux Raccords de Raoul Ruiz
- 1984 : Paris vu par... vingt ans après (segment "Canal Saint-Martin") de Philippe Venault
- 1984 : Notre mariage de Valeria Sarmiento
- 1984 : Ave Maria de Jacques Richard
- 1984 : Le Siècle de Kafka de Maurice Dugowson
- 1985 : Ces jours où les remords vous font vraiment mal au cœur de Melvil Poupaud
- 1985 : Manoel dans l'île des merveilles de Raoul Ruiz
- 1985 : L'Île au trésor de Raoul Ruiz
- 1986 : Mémoire des apparences de Raoul Ruiz
- 1986 : Richard III de Raoul Ruiz
- 1986 : Dans un miroir de Raoul Ruiz
- 1986 : Hijos de la guerra fría de Gonzalo Justiniano
- 1986 : 15 août de Nicole Garcia
- 1986 : Titus-Carmel de Jean Douchet
- 1987 : Brise-glace de Raoul Ruiz
- 1987 : Le Professeur Taranne de Raoul Ruiz
- 1987 : Le Miraculé de Jean-Pierre Mocky
- 1987 : Buisson ardent de Laurent Perrin
- 1987 : La Chouette Aveugle de Raoul Ruiz
- 1987 : Saint-Denis de Claudine Bories
- 1988 : Les Mendiants de Benoît Jacquot
- 1988 : Terre Sacrée d'Emilio Pacull
- 1988 : Au Sud du Monde de Bernard Aubouy
- 1989 : L'Enfant de l'hiver d'Olivier Assayas
- 1989 : Blancs cassés de Philippe Venault
- 1989 : Les Deux Fragonard de Philippe Le Guay
- 1989 : Edipo de Raoul Ruiz
- 1990 : Amelia López O'Neil de Valeria Sarmiento
- 1990 : Le Procès du roi de João Mário Grilo
- 1990 : Un Jeu d'enfant de Pascal Kané
- 1990 : La Désenchantée de Benoît Jacquot
- 1991 : Blanval de Michel Mees
- 991 : Langlois Monumental de Jacques Richard
- 1991 : Sushi Sushi de Laurent Perrin
- 1991 : Le Ciel de Paris de Michel Béna
- 1992 : O Fim do Mundo de Joao Mario Grilo
- 1992 : Das Tripas Coração de Joaquim Pinto
- 1992 : Terra fria d'António Campos
- 1992 : Urgence d'aimer de Philippe Le Guay
- 1993 : Rhésus Roméo de Philippe Le Guay
- 1993 : L'Œil qui ment de Raoul Ruiz
- 1993 : It's All True d'Orson Welles (1942) Bill Khrone and Myron Meisel
- 1994 : Los Náufragos de Miguel Littín
- 1994 : Exterior Night (curtmetratge) de Mark Rappaport
- 1994 : La Flaca Alejandra de Carmen Castillo
- 1995 : Le Fabuleux Destin de madame Petlet de Camille de Casabianca
- 1995 : L'Année Juliette de Philippe Le Guay
- 1995 : L'Éducatrice de Pascal Kané
- 1995 : Elle de Valeria Sarmiento
- 1995 : Trois vies et une seule mort de Raoul Ruiz
- 1995 : Pili, Prince des rues de Bertrand Van Effenterre
- 1996 : Les yeux d'Asie de João Mário Grilo
- 1996 : Mi último hombre de Tatiana Gaviola
- 1996 : Turres Eburnera de Raoul Ruiz
- 1996 : Transatlantique de Christine Laurent
- 1997 : El Ché de Maurice Dugowson
- 1997 : Alejo Carpentier de Emilio Pacull
- 1997 : Généalogies d'un crime de Raoul Ruiz
- 1997 : Le Monde d'Angelo de Pascal Kané
- 1998 : L'Inconnu de Strasbourg de Valeria Sarmiento
- 1998 : Jessie (Shattered Image) de Raoul Ruiz
- 1998 : El Entusiasmo de Ricardo Larraín
- 1998 : Aventureros del fin del mundo de Miguel Latín
- 1999 : Quelque chose de Melvil Poupaud
- 1999 : La Isla de Robinson Crusoe de Patricio Guzmán
- 1999 : Le Temps retrouvé de Raoul Ruiz
- 2000 : 30 ans de Laurent Perrin
- 2000 : Combat d'amour en songe de Raoul Ruiz
- 2000 : La Vierge des tueurs de Barbet Schroeder
- 2000 : Comédie de l'innocence de Raoul Ruiz
- 2001 : Les Âmes fortes de Raoul Ruiz
- 2002 : Madrid de Patricio Guzmán
- 2002 : L'Astronome et l'Indien de Carmen Castillo
- 2002 : Cofralandes 1 Hoy en Dia de Raoul Ruiz
- 2002 : Cofralandes 2 Rostros y Rincones de Raoul Ruiz
- 2002 : Cofralandes 3 Museos y Clubes de la Region Antartica de Raoul Ruiz
- 2002 : Cofralandes 4 Evocaciones y Valses de Raoul Ruiz
- 2003 : Ce jour-là de Raoul Ruiz
- 2003 : Une place parmi les vivants de Raoul Ruiz
- 2003 : Les Orphelins du Condor de Emilio Pacull
- 2004 : Tout pour l'oseille de Bertrand Van Effenterre
- 2004 : Salvador Allende de Patricio Guzmán
- 2004 : Días de campo de Raoul Ruiz
- 2004 : Operation Hollywood d'Emilio Pacull
- 2004 : Au Louvre avec Miquel Barceló de Valeria Sarmiento
- 2005 : Le Domaine perdu de Raoul Ruiz
- 2005 : Horcón, al sur de ninguna parte de Rodrigo Gonçalves
- 2005 : Juanita de Tanger de Farida Benlyazid
- 2005 : Mon Jules Verne de Patricio Guzmán
- 2006 : Klimt de Raoul Ruiz
- 2006 : Vocation Cinéaste de Laurent Perrin
- 2006 : Opus Dei de Marcela Said
- 2007 : L'Avocat de la terreur de Barbet Schroeder
- 2007 : Crosse de Liova Jedlicki
- 2007 : Dominique Laffin, portrait d'une enfant pas sage de Laurent Perrin
- 2007 : La Recta Provincia de Raoul Ruiz
- 2008 : Secretos de Valeria Sarmiento
- 2008 : Inju : la Bête dans l'ombre de Barbet Schroeder
- 2008 : La Maison Nucingen de Raoul Ruiz
- 2008 : Mister President d'Emilio Pacull
- 2008 : Litoral de Raoul Ruiz
- 2009 : The Incredible Journey of the Butterflies de Nick de Pencier
- 2009 : El Pasaporte amarillo de Raoul Ruiz
- 2009 : History of a Chair de Pablo Salvador
- 2009 : Medea's Ark de Pablo Salvador
- 2010 : Je ne vous oublierai jamais de Pascal Kané
- 2010 : Il Était une fois King-Kong de Laurent Perrin
- 2010 : Mystères de Lisbonne de Raoul Ruiz
- 2010 : La Maleta de Raoul Ruiz
- 2010 : Pour tout l'or des Andes de Carmen Castillo
- 2011 : Les Femmes du 6e étage de Philippe Le Guay
- 2011 : Ballet Aquatique de Raoul Ruiz
- 2011 : Diario de mi Residencia en Chile de Valeria Sarmiento
- 2011 : Cornelia frente al espejo de Daniel Rosenfeld
- 2011 : Alguien ha visto a Lupita de Gonzalo Justiniano
- 2012 : Chez Frida Kalo de Xavier Villetard
- 2012 : Ferlinghetti le dernier des Beatniks de Laurent Perrin
- 2012 : La Nuit d'en face de Raoul Ruiz
- 2012 : Les Lignes de Wellington de Valeria Sarmiento
- 2013 : Alceste à bicyclette de Philippe Le Guay
- 2013 : L'Harmonie familiale de Camille de Casabianca
- 2014 : Welcome Home Emma-Rose de Miriam Heard
- 2014 : Maria Graham : journal de mon séjour au Chili de Valeria Sarmiento
- 2015 : Al Centro de la Tierra de Daniel Rosenfeld
- 2015 : Floride de Philippe Le Guay
- 2015 : Le Saphir de Saint-Louis de José Luis Guerín
- 2016 : Jean Dupuy, une biographie à 2 têtes de Pascal Kané
- 2016 : Sélection Officielle de Jacques Richard
- 2016 : Tierra Yerma de Miriam Heard
- 2016 : Raoul Ruiz: Contre L'ignorance fiction d'Alejandra Rojo
- 2016 : Mademoiselle Clara de Daniel Rosenfeld
- 2017 : Casa di Angeli de Valeria Sarmiento
- 2017 : La Telenovela Errante de Raoul Ruiz-Valeria Sarmiento
- 2017 : Le Venerable W de Barbet Schroeder
- 2017 : Où en êtes-vous, Barbet Schroeder de Barbet Schroeder
- 2018 : Il Etait une fois le Progrès de Pascal Kané
- 2018 : Le Cahier Noir de Valeria Sarmiento
- 2019 : Entierro de Maura Morales
- 2020 : The Tango of the Widower de Raoul Ruiz-Valeria Sarmiento
- 2021 : El Realismo Socialista de Raoul Ruiz-Valeria Sarmiento
- 2021 : Ensayo para Guemes de Daniel Rosenfeld
- 2022 : L' Heure du départ de Camille de Casabianca

## Premis
- Premi a al millor banda sonora al XXV Festival Internacional de Cinema Fantàstic de Sitges per L'Œil qui ment.[5]